# جی.۵۵ سناتور
جی. ۵۵ سناتور (به انگلیسی: Fiat_G.55) یک هواگرد از نوع جنگنده ساخت شرکت Fiat است. هواگرد جی. ۵۵ سناتور نخستین پروازش را در ۳۰ آوریل ۱۹۴۲ میلادی انجام داد. این هواگرد در سال ۱۹۴۳ میلادی رسماً معرفی گردید و در سال‌های 274 (جنگ), 75 (بعد از جنگ) تولید شده‌است.
طراح این هواگرد، Giuseppe Gabrielli بود.